# Michael Durrell
Michael Durrell, (Nova Iorque,6 de Outubro de 1943) é um actor norte-americano.